# Hewitt (colina)

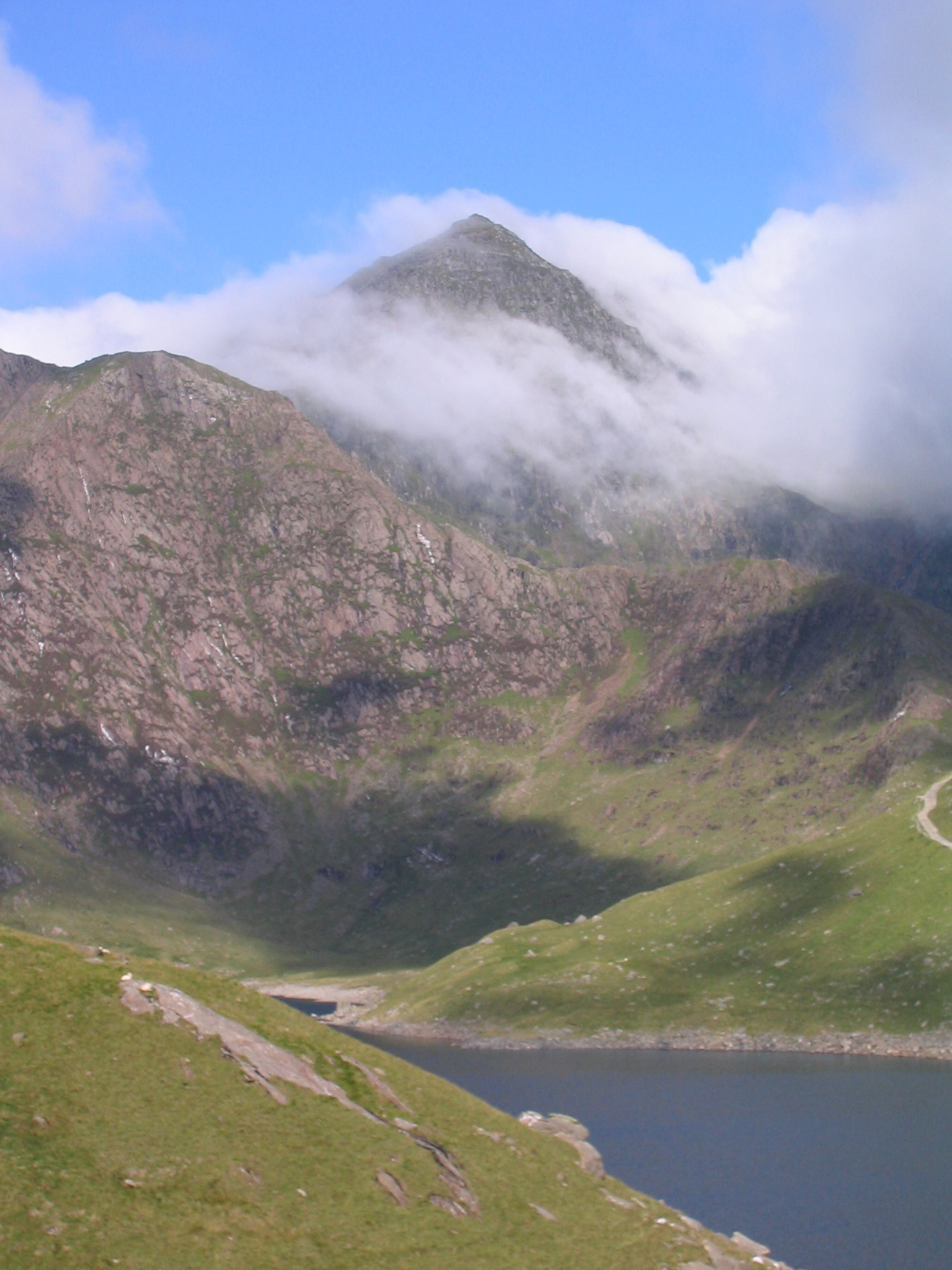
Snowdon visto desde Llyn Llydaw, 1.085

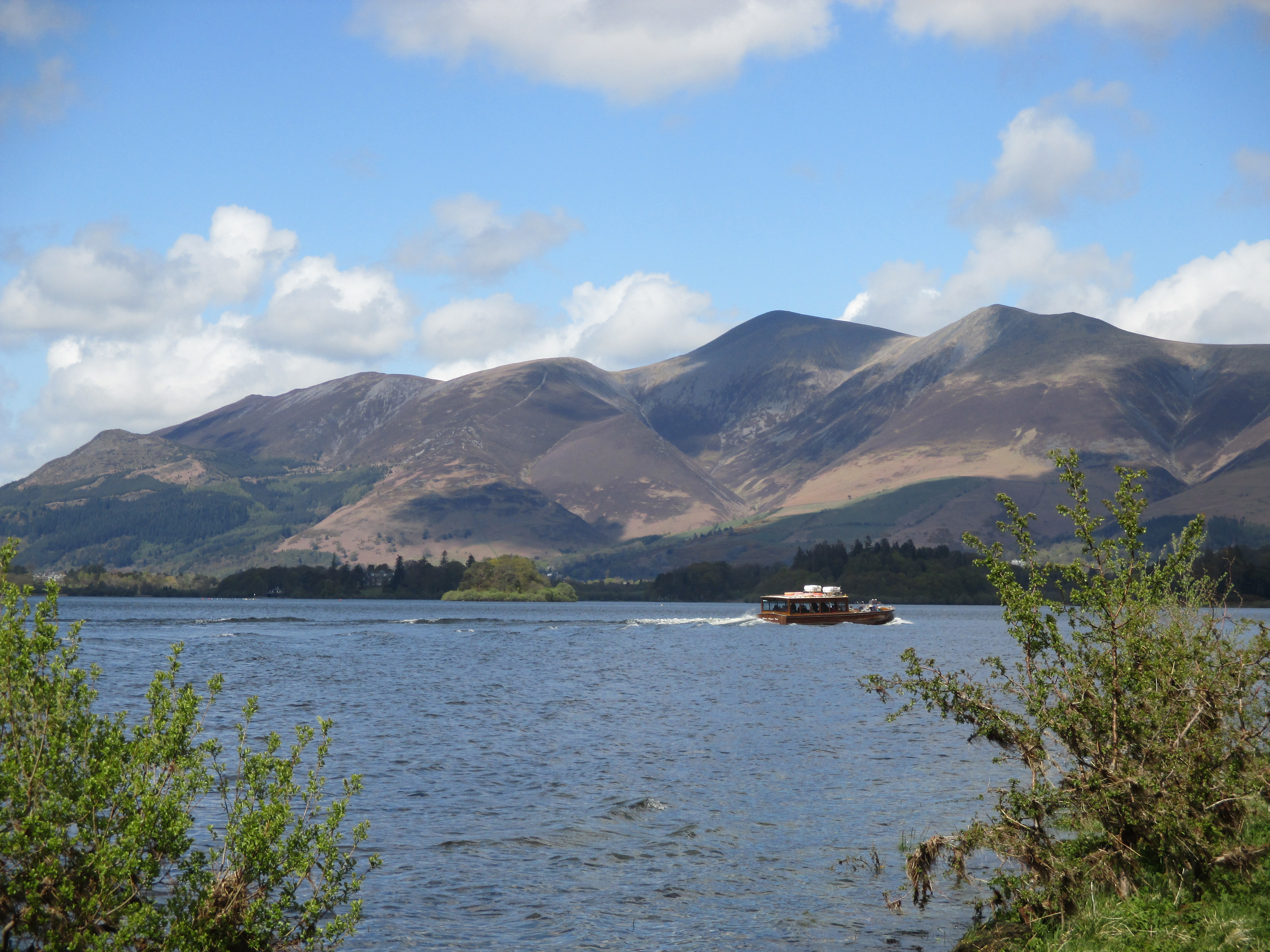
Skiddaw visto desde Derwentwater, 931

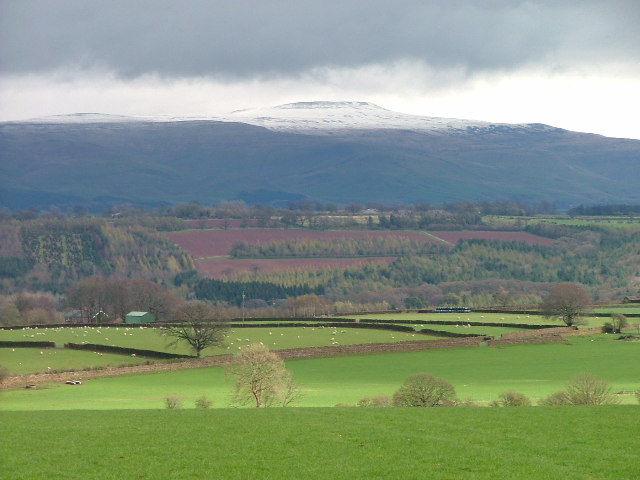
Cross Fell visto desde el valle de Eden, 893

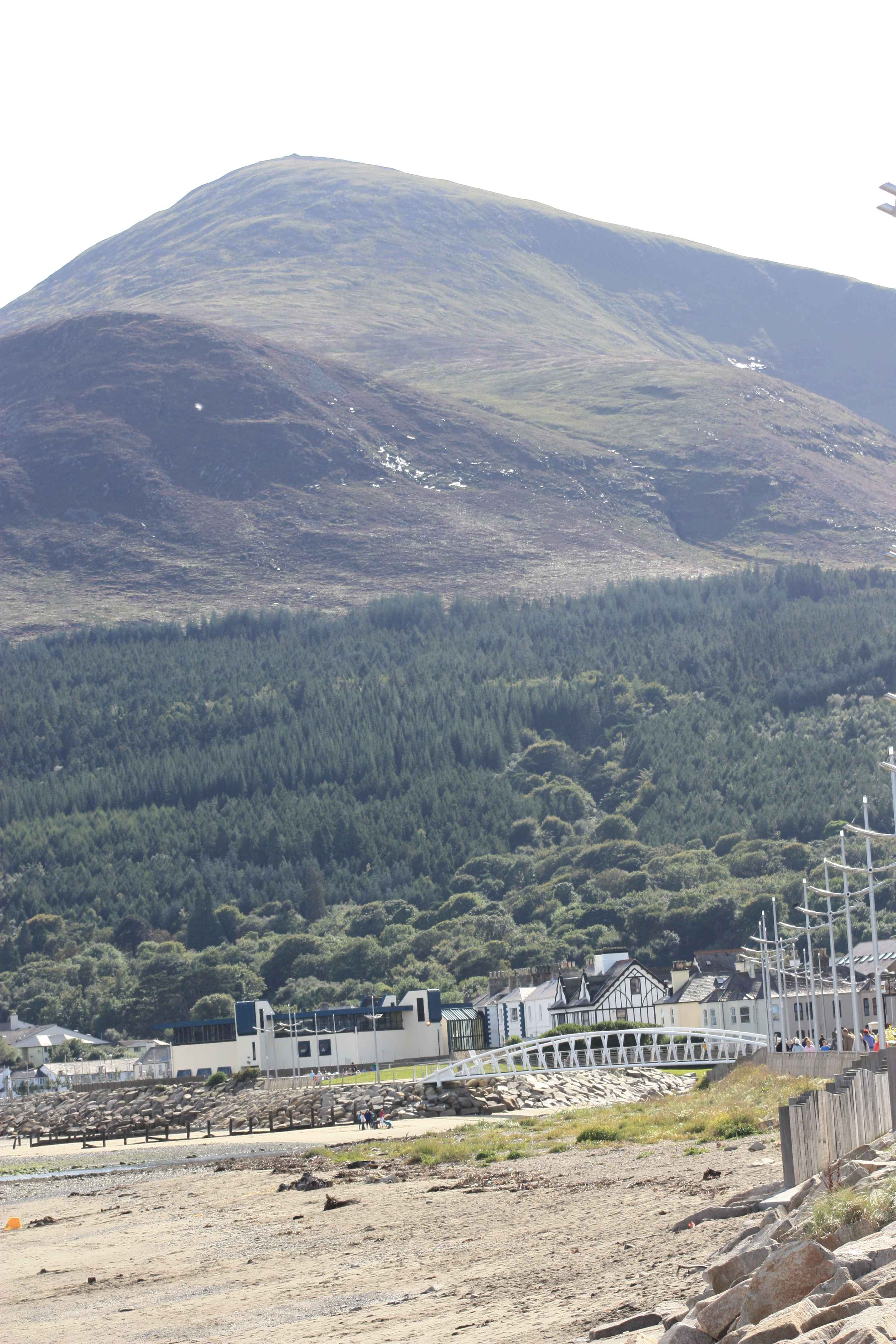
Slieve Donard visto desde Newcastle, 849

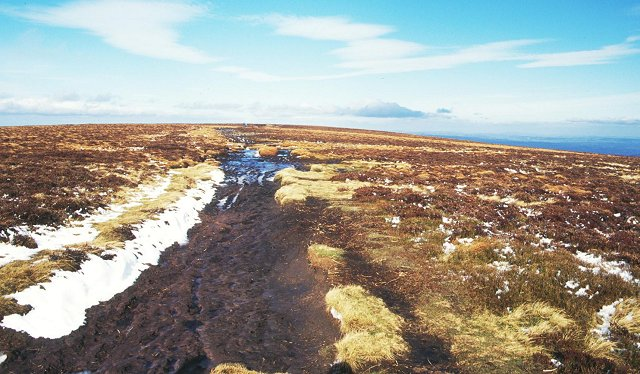
La cumbre de Black Mountain, de 703, cruzada por el sendero de Offa's Dyke.

Los Hewitts son colinas de Inglaterra, Gales e Irlanda que tienen más de dos mil pies de altura (609,6 m s. n. m.). El nombre de Hewitt es un acrónimo de la descripción en inglés: "Hills in England, Wales and Ireland over Two Thousand feet" ("Colinas en Inglaterra, Gales e Irlanda mayores a dos mil pies"). Se exige, además, que tengan una prominencia o altura relativa de, al menos, 30 metros. Los ingleses y galeses incluidos en la lista fueron recopilados y mantenidos por Alan Dawson; mientras que los irlandeses fueron recopilados por Clem Clements. La lista pretende superar una de las críticas que se hacen de los Nuttalls al exigir que las colinas tengan una altura relativa de 30 metros, de manera que se excluyen, al menos, 125 Nuttalls menos prominentes de la lista.
Hay en total 526 Hewitts: 178 en Inglaterra, 137 en Gales y 211 en Irlanda. Los actuales folletos de "TACit" contienen 525 colinas, con Black Mountain incluida tanto en Inglaterra como en Gales. Desde su publicación en 1997, Birks Fell en Inglaterra ha sido añadido y se ha considerado que Black Mountain está sólo en Gales. 
Las colinas escocesas están excluidas, por definición. Aquellas alturas que podrían encajar en estos criterios se publican en tres lugares: los murdos, las cimas Corbett y las cimas Graham. A continuación se incluyen algunos de los picos más altos de las islas británicas:
| Pico                              | Altura (m) | Lugar                |
| --------------------------------- | ---------- | -------------------- |
| Snowdon o Yr Wyddfa               | 1.085      | Gales                |
| Carnedd Llewelyn                  | 1.064      | Gales                |
| Carrauntoohil                     | 1.038      | República de Irlanda |
| Glyder Fawr                       | 999        | Gales                |
| Cnoc na Péiste                    | 988        | República de Irlanda |
| Scafell Pike                      | 978        | Inglaterra           |
| Monte Brandon o Cnoc Bréanainn    | 951        | República de Irlanda |
| Helvellyn                         | 950        | Inglaterra           |
| Peak Height                       | 931        | Inglaterra           |
| Skiddaw                           | 931        | Inglaterra           |
| Lugnaquilla o Log na Coille       | 924        | República de Irlanda |
| Galtymore o Cnoc Mór na nGaibhlte | 917        | República de Irlanda |
| Aran Fawddwt                      | 905        | Gales                |
| Cross Fell                        | 893        | Inglaterra           |
| Cadair Idris                      | 893        | Gales                |
| Pen y Fan                         | 886        | Gales                |
| Baurtregaum                       | 851        | República de Irlanda |
| Slieve Donard                     | 850        | Irlanda del Norte    |